# PlayStation Studios
PlayStation Studios（プレイステーション スタジオズ、旧称: SCEワールドワイド・スタジオ、SIEワールドワイド・スタジオ）は、ソニー・インタラクティブエンタテインメント（SIE） のゲームソフトウェア開発子会社及び開発スタジオの総称である。また、それらのスタジオを統括するSIE社内組織であり、それぞれの開発スタジオがPlayStationプラットフォーム向けを中心にゲームソフトウェアの開発および生産の経営戦略を担当する。PlayStation 3の立ち上げ当時、サードパーティがゲーム開発に難航したため、SCE本社の要請をきっかけに、公式の開発ツールやドライバを製作することになった。
2005年9月にSCEワールドワイド・スタジオとして設立され、2020年にPlayStation Studiosのブランド名に変更された。
2020年代以降は、PC向けにも作品のリリースを行うことが増え、「Marathon」「MLB The Show 25」「LEGO ホライゾン アドベンチャー」などNintendo SwitchやXbox Series X/Sといった他社のコンソールで展開を行っているものもある。

## 沿革
2005年
- 9月14日 - 設立。プレジデントにはフィル・ハリソンが就任[6]。
- キルゾーンシリーズの開発会社であるゲリラゲームズを買収[7]。
- スポーツゲームの開発会社であった989スタジオを閉鎖。

2006年
- ソーコムシリーズの開発会社であったジッパーインタラクティブを買収[8]。

2007年
- モーターストームシリーズの開発会社であるエボリューションスタジオとビッグビッグスタジオを買収[9]。

2008年
- 5月16日 - フィル・ハリソンの退社後、吉田修平がプレジデントに就任。

2009年
- ツイステッドメタルシリーズとウォーホークで知られたインコグニート・エンタテインメントを閉鎖。

2010年
- リトルビッグプラネットシリーズの開発会社であるメディアモレキュールを買収[10]。

2011年
- インファマスシリーズと怪盗スライ・クーパーシリーズの開発会社であるサッカーパンチプロダクションズを買収[11]。

2012年
- PS Vitaソフト『サワリ・マ・ク〜ル！』を開発したビッグビッグスタジオを閉鎖。
- ソーコムシリーズで知られたジッパーインタラクティブを閉鎖[12]。
- ワイプアウトシリーズで知られたSCEスタジオリバプールを閉鎖[13]。
- SCEケンブリッジスタジオをゲリラケンブリッジに改称、ゲリラゲームズの姉妹スタジオとなる[14]。
- ジャパンスタジオ内にTeam ASOBIが設立。

2014年
- カーネギーメロン大学エンターテイメント・テクノロジー・センターの卒業生らで構成される小規模開発スタジオPixelOpusを設立。

2015年
- イギリスにProject Morpheus（当時の仮称。正式名称PlayStation VR）向けのソフトウェア開発を行うNorth West Studiosを設立（後にSIEマンチェスタースタジオに改称）[15]。

2016年
- 3月31日 - エボリューションスタジオを閉鎖[16]。
- 4月1日 - ソニー・コンピュータエンタテインメント（SCE）とソニー・ネットワークエンタテインメントインターナショナル（SNEI）を統合した新会社「ソニー・インタラクティブエンタテインメントLLC」（SIE）設立。SIEワールドワイド・スタジオとなる。
- 同日 - スマートデバイス向けのソフトウェア開発を行う子会社フォワードワークスを設立。

2017年
- 1月12日 - ゲリラケンブリッジを閉鎖[17]。

2019年
- 8月20日 - インソムニアックゲームズの買収を発表[18]。
- 11月7日 - ハーマン・ハルスト（ゲリラゲームズ共同設立者）がSIEワールドワイド・スタジオの統括責任者（Head of WWS）に就任。吉田修平は外部のインディークリエイターの発掘や育成を支援する新たなイニシアチブのヘッドを務める。[19][20]

2020年
- SIEマンチェスタースタジオを閉鎖[21]。
- 新ブランドPlayStation Studios発表[3]。

2021年
- SIEジャパンスタジオをTeam ASOBIに統合。
- 6月29日 - Housemarqueの買収を発表[22]。
- 7月1日 - Nixxes Softwareの買収を発表[23]。
- 9月8日 - Firespriteの買収を発表[24]。
- 10月1日 - ブルーポイントゲームズの買収を発表[25]。
- 12月11日 - Valkyrie Entertainmentの買収を発表[26]。

2022年
- 2月1日 - バンジーの買収を発表。買収後は引き続き独立したスタジオとして運営され、独自のパブリッシングにより、プラットフォームを問わずゲームタイトルを提供する[27]。（PlayStation Studiosには含まれない。）
- 3月22日 - Haven Entertainment Studiosの買収を発表[28]。
- 8月29日 - Savage Game Studios（現・Neon Koi）の買収を発表。Savage Game Studiosは、コンソール向けタイトルの開発部門とは独立して新たに設立されるPlayStation Studiosのモバイル部門にて運営[29]。

2023年
- 4月20日 - Firewalk Studiosの買収を発表[30][31]。
- 6月2日 - Pixelopusを閉鎖[32]。

2024年
- 2月27日 - SIEロンドンスタジオを閉鎖[33]。
- 10月30日 - Firewalk StudiosとNeon Koiを閉鎖[34]。

## 開発会社・スタジオ
| 地域       | 開発会社・スタジオ             | 所在地                                                  |
| ---------- | ------------------------------ | ------------------------------------------------------- |
| 日本       | ポリフォニー・デジタル         | 東京都 江東区                                           |
| 日本       | Team ASOBI                     | 東京都 港区                                             |
| アメリカ   | ノーティードッグ               | カリフォルニア州 サンタモニカ                           |
| アメリカ   | サンタモニカスタジオ           | カリフォルニア州 サンタモニカ                           |
| アメリカ   | サンディエゴスタジオ           | カリフォルニア州 サンディエゴ                           |
| アメリカ   | サンマテオスタジオ             | カリフォルニア州 サンマテオ                             |
| アメリカ   | ベンドスタジオ                 | オレゴン州 ベンド                                       |
| アメリカ   | サッカーパンチプロダクションズ | ワシントン州 ベルビュー                                 |
| アメリカ   | インソムニアックゲームズ       | カリフォルニア州 バーバンク ノースカロライナ州 ダーラム |
| アメリカ   | ブルーポイントゲームズ         | テキサス州 オースティン                                 |
| アメリカ   | Valkyrie Entertainment         | ワシントン州 シアトル                                   |
| カナダ     | Haven Interactive Studios      | ケベック州 モントリオール                               |
| ヨーロッパ | ゲリラゲームズ                 | オランダ アムステルダム                                 |
| ヨーロッパ | メディアモレキュール           | イギリス ギルフォード                                   |
| ヨーロッパ | Sony XDev Europe               | イギリス リヴァプール                                   |
| ヨーロッパ | Housemarque                    | フィンランド ヘルシンキ                                 |
| ヨーロッパ | Nixxes Software                | オランダ ユトレヒト                                     |
| ヨーロッパ | Firesprite                     | イギリス リヴァプール                                   |

## 閉鎖・解散したスタジオ
| 開発会社・スタジオ                 | 所在地                                  |
| ---------------------------------- | --------------------------------------- |
| SCEスタジオリバプール              | イギリス リヴァプール                   |
| 989スタジオ                        | アメリカ カリフォルニア州 ロサンゼルス  |
| ジッパーインタラクティブ           | アメリカ ワシントン州 レドモンド        |
| ゲリラケンブリッジ                 | イギリス ケンブリッジ                   |
| エボリューションスタジオ           | イギリス ランコーン                     |
| インコグニート・エンタテインメント | アメリカ ユタ州 ソルトレイクシティ      |
| ビッグビッグスタジオ               | イギリス ロイヤル・レミントン・スパ     |
| SIEマンチェスタースタジオ          | イギリス マンチェスター                 |
| SIEジャパンスタジオ                | 日本 東京（Team ASOBIに統合）           |
| Pixelopus                          | カリフォルニア州 サンマテオ             |
| SIEロンドンスタジオ                | イギリス ロンドン                       |
| Firewalk Studios                   | ワシントン州 ベルビュー                 |
| Neon Koi                           | フィンランド ヘルシンキ ドイツ ベルリン |